# Gohyeon-myeon
Gohyeon-myeon (koreanska: 고현면) är en socken i kommunen Namhae-gun i provinsen Södra Gyeongsang i den södra delen av Sydkorea, 310 km söder om huvudstaden Seoul. Den ligger på norra delen av ön Namhaedo.